# Supercopa Argentina
La Supercopa Argentina è un trofeo a partita unica che si disputa in Argentina tra la squadra vincitrice della Copa Argentina e la vincitrice della Primera División.
La prima edizione del torneo si tenne nel 2012.

## Storia
La Supercopa è stata istituita dalla Asociación del Fútbol Argentino nell'ottobre 2012, e richiama le analoghe competizioni che si tengono in Europa (come la Supercoppa italiana, la Supercopa de España o la DFL-Supercup). La AFA ha stabilito che la Supercopa si dovrà disputare annualmente a ottobre o a novembre.

## Formula
La Supercopa si tiene a cadenza annuale tra la squadra vincitrice della Copa Argentina e la vincitrice della finale del campionato di Primera División (secondo la formula dei tornei Inicial e Final), in gara unica. Se la vincitrice del campionato è la stessa che vince la Copa sarà la seconda classificata a partecipare alla Supercopa. Tuttavia, poiché i tornei Inicial e Final sono stati introdotti a partire dalla Primera División 2012-2013, per la prima edizione della Supercopa, tenutasi il 7 novembre 2012, a giocare sono state il Boca Juniors, vincitore della Copa Argentina 2011-2012, e l'Arsenal, vincitore del torneo Clausura 2012. La partita si gioca in campo neutro; se al termine dei 90 minuti regolamentari il punteggio è ancora in parità, non si giocano i tempi supplementari ma si procede direttamente ai tiri di rigore.

## Edizioni della Supercoppa Argentina
| Edizione | Vincitore (volta) | Data             | Campione d'Argentina | Vincitore di Coppa d'Argentina | Risultato       | Sede                                                     | Spettatori    |
| -------- | ----------------- | ---------------- | -------------------- | ------------------------------ | --------------- | -------------------------------------------------------- | ------------- |
| 2012     | Arsenal Sarandí   | 7 novembre 2012  | Arsenal Sarandí      | Boca Juniors                   | 0 - 0 (4-3 dtr) | San Fernando del Valle de Catamarca, Stadio bicentenario | 18.000        |
| 2013     | Vélez Sarsfield   | 31 gennaio 2014  | Vélez Sarsfield      | Arsenal Sarandí                | 1 - 0           | San Luis, Juan Gilberto Funes                            | 16.000        |
| 2014     | Huracán           | 25 aprile 2015   | River Plate          | Huracán                        | 0 - 1           | San Juan, Bicentenario de San Juan                       | 20.000        |
| 2015     | San Lorenzo       | 10 febbraio 2016 | Boca Juniors         | San Lorenzo                    | 0 - 4           | Córdoba, Mario Alberto Kempes                            | 45.000        |
| 2016     | Lanús             | 4 febbraio 2017  | Lanús                | River Plate                    | 3 - 0           | La Plata, Stadio Città di La Plata                       | 45.000        |
| 2017     | River Plate       | 15 marzo 2018    | Boca Juniors         | River Plate                    | 0 - 2           | Mendoza, Stadio Malvinas Argentinas                      | 40.000        |
| 2018     | Boca Juniors      | 2 maggio 2019    | Boca Juniors         | Rosario Central                | 0 - 0 (6-5 dtr) | Mendoza, Stadio Malvinas Argentinas                      | 18.000        |
| 2019     | River Plate (2)   | 4 marzo 2021     | Racing Club          | River Plate                    | 0 - 5           | Santiago del Estero, Stadio Unico Madre de Ciudades      | 30.000        |
| 2020     | Non disputata     | Non disputata    | Non disputata        | Non disputata                  | Non disputata   | Non disputata                                            | Non disputata |
| 2021     | Non disputata     | Non disputata    | Non disputata        | Non disputata                  | Non disputata   | Non disputata                                            | Non disputata |
| 2022     | Boca Juniors (2)  | 1º marzo 2023    | Boca Juniors         | Patronato                      | 3 - 0           | Santiago del Estero, Stadio Unico Madre de Ciudades      |               |
| 2023     | River Plate (3)   | 13 marzo 2024    | River Plate          | Estudiantes (LP)               | 2 - 1           | Córdoba, Stadio Mario Alberto Kempes                     |               |

## Statistiche

### Vittorie per club
| Club             | Vittorie | Sconfitte | Partecipazioni | Edizioni vinte   | Edizioni perse   |
| ---------------- | -------- | --------- | -------------- | ---------------- | ---------------- |
| River Plate      | 3        | 2         | 5              | 2017, 2019, 2023 | 2014, 2016       |
| Boca Juniors     | 2        | 3         | 5              | 2018, 2022       | 2012, 2015, 2017 |
| Arsenal Sarandí  | 1        | 1         | 2              | 2012             | 2013             |
| Vélez Sarsfield  | 1        | 0         | 1              | 2013             | —                |
| Huracán          | 1        | 0         | 1              | 2014             | —                |
| San Lorenzo      | 1        | 0         | 1              | 2015             | —                |
| Lanús            | 1        | 0         | 1              | 2016             | —                |
| Rosario Central  | 0        | 1         | 1              | —                | 2018             |
| Racing Club      | 0        | 1         | 1              | —                | 2019             |
| Patronato        | 0        | 1         | 1              | —                | 2022             |
| Estudiantes (LP) | 0        | 1         | 1              | —                | 2023             |